# Dante (Rockband)
Dante ist eine deutsche Progressive-Metal-Band aus Augsburg.

## Geschichte
Dante wurde von dem Gitarristen Markus Berger und dem Keyboarder Markus Maichel im Jahr 2006 gegründet. Der Sänger Alexander Göhs, mit dem Markus Berger bereits in der Band Twelve zusammengearbeitet hatte, und der Schlagzeuger Christian Eichlinger stießen noch im selben Jahr zur Band.
In dieser Besetzung produzierte die Band in den bandeigenen Hidden Studios ihr Debütalbum The Inner Circle, das im Jahr 2008 in Eigenregie veröffentlicht wurde. Der Bass wurde auf diesem Album noch vom Gitarristen und Produzenten der Band, Markus Berger, eingespielt. Für die Covergestaltung und das Artwork zeichnet der Sänger der Band, Alexander Göhs, verantwortlich.
Die Promotionsmöglichkeiten des Internets nutzend, erschloss sich Dante mit The Inner Circle eine kleine, internationale Fanbase, trat live aber nicht in Erscheinung.
Im Jahr 2008 wurde der Bassist Michael Neumaier festes Mitglied der Band Dante. Im Juli 2010 erschien, erneut von Markus Berger produziert, auf dem kalifornischen Label ProgRock Records (U.S.A.) das zweite Album der Band mit dem Titel Saturnine. Wie schon beim Debüt übernahm Alexander Göhs die Gestaltung von Cover und Artwork diesmal in Zusammenarbeit mit den Fotokünstlern Christina Bulka und Benjamin Rennen.
Beide Alben Dantes erhielten international überwiegend positive Kritiken, wobei immer wieder die stilistische Nähe zu der Band Dream Theater, aber auch zu den Bands Yes, Savatage oder Demon betont wird. Im Juli 2010 erreichte das Album Saturnine Platz 4 des monatlichen Soundchecks bei powermetal.de.
Im Februar 2011 gab die Band bekannt, dass Michael Neumeier Dante aus beruflichen Gründen verlassen hat. Zur gleichen Zeit stieß mit Markus A. Bader ein weiterer Gitarrist zur offiziellen Besetzung. Infolgedessen wechselte Markus Berger an den E-Bass und übernahm somit die vakante Stelle Michael Neumeiers.
In dieser Besetzung wurde das dritte Album November Red eingespielt und produziert, das am 25. Januar 2013 von Massacre Records veröffentlicht wurde.
Am 5. Januar 2013 gab die Band auf ihrem Blog und auf verschiedenen Social-Media-Plattformen den Tod von Markus Berger bekannt. Alexander Göhs bekundete dabei die Absicht der verbleibenden Musiker, die Band im Sinne des verstorbenen Mitgliedes weiterführen zu wollen, die Position des Bassisten blieb bis 2018 absichtlich unbesetzt. Während der Tour zum Album November Red wurde offenbar auf eingespielte Bassspuren des verstorbenen Musikers zurückgegriffen. Ab April 2014 trat Mathias Schmid, die Band live als zweiter Gitarrist unterstützend, bis Ende desselben Jahres in Erscheinung. Auf ihrer Facebook-Seite gab Dante im Juli 2014 bekannt, am Nachfolger zu November Red zu arbeiten. Im Jahr 2015 verließ Markus A.Bader nach vier Jahren die Band. Julian Kellner, seit 2017 auch bei der Band Blind Ego tätig, übernahm den Posten des nunmehr einzigen Gitarristen dauerhaft.
When We Were Beautiful ist der Titel des vierten Albums. Das Album ist am 18. März 2016 via Gentle Arts of Music veröffentlicht worden.
Am 18. Mai 2016 gastierten Dante zusammen mit Art Of Illusion und Pendragon im Schlesischen Theater Katowice, Polen. Dort wurde außerdem eine DVD aufgenommen. Im Jahr 2017 erschien unter dem Titel Where Life Was Beautiful bei dem Label Gentle Art of Music ein erstes Live-Album, das sowohl eine DVD als auch zwei Audio-CDs umfasst.
Nach 2018 begann die Band an den Arbeiten an ihrem fünften Album und verpflichteten den schwedischen Bassisten Jim Magnusson als Bandmitglied. Das Album war nach Angaben der Band Anfang 2020 fertiggestellt, die Veröffentlichung wurde aber aufgrund der Covid-19-Pandemie immer wieder verschoben. Es erschien im März 2022 unter dem Titel Winter.
Im Jahr 2023 schied der Drummer Christian Eichlinger aus der Band. Ersatz wurde im selben Jahr in Tobias Wiedenmann gefunden.

## Stil
In der öffentlichen Wahrnehmung wird der musikalische Stil der Band in der Regel dem Progressive Metal und/oder dem Progressive Rock zugeordnet. Ein wesentliches Kennzeichen der Musik Dantes ist die genretypische Überlänge der Songs mit langen Instrumentalteilen. Dante kombinieren in ihren Kompositionen metallastige Gitarrenarbeit mit komplexen Keyboardarrangments. Stilistisch weisen die Songs stellenweise Parallelen zum klassischen Progressive Rock der 1970er Jahre auf, in der Regel überwiegen jedoch die Einflüsse moderner Progressive-Metal-Bands. Die Musik der amerikanischen Progressive-Metal-Band Dream Theater wird in Rezensionen über die Alben Dantes in der Regel als Bezugspunkt herangezogen.
Die Band selbst nennt als bedeutende Einflüsse sowohl ältere Bands wie Pink Floyd, Emerson, Lake and Palmer, Yes und die frühen Genesis, als auch zeitgenössische Vertreter des Genres wie beispielsweise Neal Morse, Dream Theater und Porcupine Tree.
Die Lyrics Dantes befassen sich wiederholt mit dem Verhältnis des Individuums zu seiner Umgebung, wobei die Themen Verlust, Liebe, Entfremdung und emotionale Isolation eine zentrale Rolle auf den ersten beiden Alben der Band, The Inner Circle und Saturnine spielen.

„Ich denke, dass es vor allem die Melancholie ist, die sich durch unsere Musik und die Texte zieht. Wir wollen ein künstlerisches Gesamtpaket anbieten aus guter Musik, guten, lyrischen Texten und schönem Artwork. Wir finden das Nachdenklich-Melancholische künstlerisch einfach spannender. Trotzdem aber geht es nie um das nur Negative, das wäre auch langweilig.(…) Grundsätzlich wollen wir, dass unsere Musik und die Texte offen für Interpretationen sind und für verschiedene Leute Verschiedenes bedeuten kann, wir wollen nicht ‚eindeutig‘ sein. Emotionale Isolation ist sicher ein Thema, genauso aber auch das Vergängliche, das Zerbrechliche und Zerfallende, die Einsamkeit und die Traurigkeit, aber eben auch die Hoffnung.“

Als Urheber von Text und Musik wurden auf den ersten beiden Alben Dantes fast ausschließlich der Keyboarder Markus Maichel und der Gitarrist Markus Berger genannt, seit dem Album When we were beautiful aus dem Jahr 2016 traten alle Mitglieder verstärkt als Songwriter in Erscheinung, insbesondere der Gitarrist Julian Kellner.
Mit dem Album Winter aus dem Jahr 2022 erfolgte eine endgültige Hinwendung hin zum Progressive Metal und weg vom Progressive Rock. Eine Entwicklung, die bereits mit dem dritten Album November Red aus dem Jahr 2013 hörbar ihren Anfang nahm.

## Diskografie
- 2008: The Inner Circle (Album, Eigenveröffentlichung)
- 2010: Saturnine (Album, ProgRock Records)
- 2013: November Red (Album, Massacre Records)
- 2016: When We Were Beautiful (Album, Gentle Arts of Music)
- 2017: Where Life was Beautiful (Live-Album, Gentle Arts of Music)
- 2022: Winter (Album, Eigenveröffentlichung)